# Ghoema
Ghoema, auch ghomma, goema, ist eine einfellige Röhrentrommel in Südafrika, die vermutlich von versklavten Kapmalaien eingeführt wurde und heute vor allem durch ihren Einsatz beim Cape Town Minstrel Carnival (auch Coon Carnival) bekannt ist, einer Minstrel Show, die jedes Jahr am 2. Januar in Kapstadt zur Erinnerung an die offizielle Abschaffung der Sklaverei am 1. Dezember 1834 veranstaltet wird. Dabei paradieren Gruppen von kostümierten Musikern und Tänzern (Kaapse Klopse) durch die Straßen, seit den 1970er Jahren hauptsächlich mit Blechblasinstrumenten und Marschtrommeln. Sie spielen denselben ghoema-Rhythmus wie die älteren Ensembles, die Saiteninstrumente und mit Händen geschlagene ghoemas einsetzen. Der typische ghoema-Rhythmus begleitet ferner das moppies genannte Genre satirischer Lieder, das ebenfalls zu den Feierlichkeiten gehört. Das musikalische Repertoire stammt von den ghoemaliedjies, wie auf Afrikaans die von Trommeln begleiteten kapmalaiischen Volkslieder genannt werden.
Die an der Unterseite offenen ghoemas gehören zur Musik der während der niederländischen Kolonialzeit im 18. und 19. Jahrhundert von den Malaiischen Inseln geholten Sklaven. Wesentlich länger sind im südlichen Afrika einheimische Trommeln mit geschlossenem Boden (Gefäßtrommeln) bekannt. Einfache ghoemas können aus prinzipiell jedem röhrenförmigen Material angefertigt werden. Der in Kapstadt ansässige Instrumentenbauer Achmat Sabera stellt seit 1974 für den Minstrel Carnival hochwertige, fassförmige Holztrommeln her, die er mit Ziegenfell bespannt.
Alle Bedeutungen von ghoema – eine Trommel, ein bestimmter Rhythmus, eine Liedgattung und ein Musikstil – stehen mit der Geschichte der Sklaverei, der kolonialen Unterdrückung und der Zeit der Apartheid in Kapstadt in Verbindung. Die Stilrichtung Ghoema ist die Verschmelzung der von den verschiedenen versklavten Ethnien überlieferten Traditionen und lässt sich musikalisch nicht genau festlegen.

## Herkunft

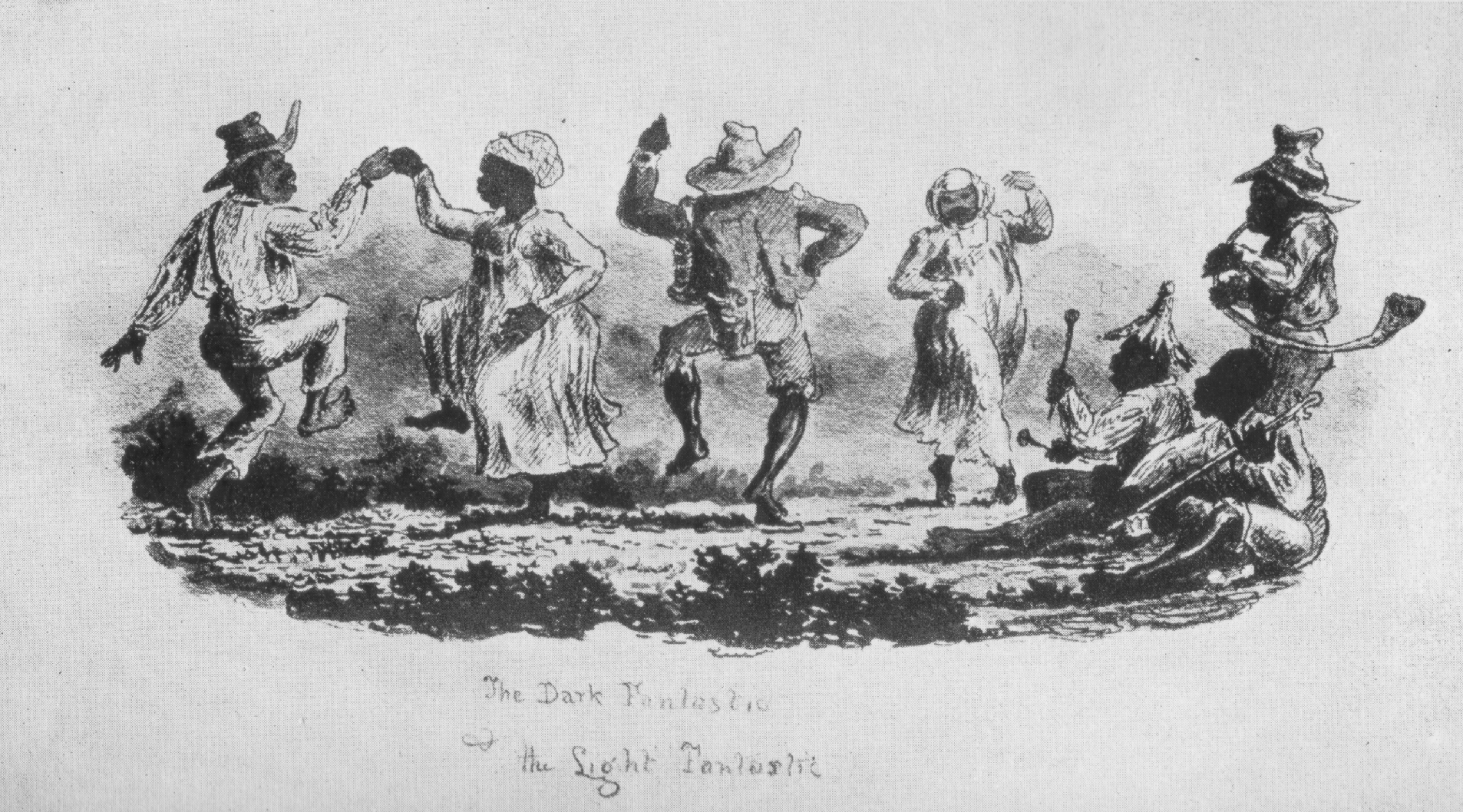
Kapmalaiien imitieren bei ihren sonntäglichen Zusammenkünften europäische Tänze und Musik. Die Musikgruppe spielt eine ghoema, ausnahmsweise nach Art europäischer Marschtrommeln mit zwei Schlägeln, ein gebogenes „Horn“, das aus dem Stängel einer Seetangart (Ecklonia buccinalis) besteht und die Zupflaute ramkie. Aquarell von Charles Davidson Bell, um 1840.

Von den als Jäger und Sammler herumziehenden San (früher „Buschmänner“ genannt) stammen die frühesten Belege für die Verwendung von Musikinstrumenten im südlichen Afrika, zu denen noch keine Trommeln gehörten. Um die Zeitenwende drängten die aus dem Norden kommenden Khoikhoi (früher „Hottentotten“), halbsesshafte Viehzüchter, die San in trockenere Gegenden ab. Die Khoikhoi übernahmen im Lauf der Zeit von den San den Musikbogen und brachten ihnen vermutlich die Trommel. Ein archaischer Trommeltyp der San, den der britische Naturforscher William John Burchell 1824 beschreibt, war ein mit etwas Wasser gefüllter und einseitig mit Tierhaut bespannter Bambusrohrabschnitt. Sobald das Trommelfell auszutrocknen begann, drehte man das Rohr um, damit das Fell wieder nass und elastisch wurde. Diese Trommel verweist auf ihre Herkunft von den Khoikhoi, die in solchen Bambusröhren Milch aufbewahrten, während die San, die keine Viehzucht betrieben, keine Milchgefäße benötigten. Eine ebenso wenig eigene Tradition stellt eine 1878 bei den San beobachtete Trommel aus einem Tontopf dar. Dessen Membran wurde in feuchtem Zustand übergezogen und mit der Sehne eines Springbocks festgebunden. Eine Frau schlug laut dieser typischen Schilderung die Trommel, während eine weitere Frau in die Hände klatschte und die San-Männer tanzten.
Die älteste Erwähnung eines Musikinstruments der Khoikhoi stammt von Vasco da Gama, der bei seiner Landung in der Nähe des Kaps der Guten Hoffnung eine Gruppe von vier oder fünf Rohrflötenspielern hörte; die älteste Beschreibung eines namentlich nicht bekannten europäischen Reisenden über eine Khoikhoi-Trommel überliefert der niederländische Arzt und Schriftsteller Olfert Dapper 1668. Er bezeichnet die mit den Händen geschlagene Trommel als „rommel-potten“ und vergleicht damit ihre Bauform mit dem niederländischen Rommelpot, bei dem ein großer Topf mit einer Tierhaut bespannt ist, der aber eine Reibtrommel ist und völlig anders gespielt wird. Eine solche Reibtrommel ist die ingungu der Zulu. Johannes Schreyer, ein Arzt, der sich von 1669 bis 1677 in der Kapkolonie aufhielt, beschreibt die von Frauen mit den Händen geschlagenen Topftrommeln: „...sie nehmen einen Topff, binden solchen mit einem Fell fest zu, auf diesen Topff klopffen die Weiber mit Händen und Fingern, das sind ihre Trummeln und Paucken.“ Die Frauen saßen mit verschränkten Beinen auf dem Boden und sangen fast unverändert dieselben Lieder, während sie sich mit den Trommeln begleiteten, teilt Johannes Gulielmus de Grevenbroek mit, der ab 1684 Sekretär des Politischen Rates unter dem niederländischen Gouverneur Simon van der Stel war. Die Tontopftrommel wird in mehreren Berichten aus dem 18. Jahrhundert erwähnt. Eine ausführliche Beschreibung gibt der Afrikaforscher Peter Kolben (1719):

„Nebst der Gomgom haben sie noch ein andres Musikalsches Instrument, welches ein irdener Topf ist, von solcher Form, wie sie selbsten machen, und anderwärts beschrieben worden; groß oder klein, je nachdem es ihnen gefället einen dazu anzuwenden. Diesen Topff überziehen sie mit einem Schaf-Fell, dem die Haare benommen sind, und das folglich bereitet ist. Selbiges binden sie mit ihren Riemen oder Sennen sehr feste und steiff ausgedehnet darüber; nachgehends spielen die Weiber, niemalen aber die Männer, mit ihren Fingern und schlagen darauf, eben gleich in Braband, ingleichen auch in Thüringen und Sachsen auf den Rommel-Töpffen gespielet wird;... Wenn sie diesen Rommel-Topff gebrauchen und darauf spielen, bedienen sie sich dabey der Vocal-Music, und schreyen alle miteinander Ho, Ho, Ho, Ho,...“

Mit „Gomgom“ ist der angeblasene Mundbogen gora gemeint und „sie“ bezieht sich auf die am Kap lebenden Khoikhoi. Die Beschreibung ist bis in die Details korrekt, nur wurde der offenbar von Olfert Dapper fälschlich übernommene Vergleich mit dem Rommelpot auch von späteren Autoren aufgegriffen und gelangte sogar mit der geänderten Bedeutung „Schlagtrommel“ in den Wortschatz des Afrikaans. Der schwedische Naturforscher Carl Peter Thunberg (1796) nennt die Trommel der Khoikhoi seckoa und erklärt ebenfalls, dass der Trommelkorpus mit einem feuchten Schaffell bespannt wurde. Die Spielerin schlug sie Thunberg zufolge mit vier Fingern der linken Hand außen, mit dem linken Daumen in der Mitte und mit zwei Fingern der rechten Hand außen auf das Fell.
Percival Kirby fand 1932 eine entsprechende Trommel bei einer Koranna-Frau in Bloemhof. Die /khais genannte Trommel bestand aus einem Weichholzgefäß (der Weidenart Salix mucronata), welches die Koranna zur Aufbewahrung von Milch verwendeten. Eine nasse Ziegenhaut wurde über die Öffnung gespannt und mit einem Riemen festgebunden. Nach dem Trocknen der Haut diente die mit der rechten flachen Hand geschlagene Trommel zur rhythmischen Begleitung von Liedern. Ob die Koranna-Frauen die Trommel auf eine bestimmte Tonhöhe stimmten, ist unklar. Die /khais der Koranna entspricht jedenfalls dem von den Niederländern als rommelpot bezeichneten Trommeltyp. In mehreren Berichten aus dem 19. Jahrhundert wird diese von Frauen zur Begleitung von Gesängen und Tänzen gespielte Trommel erwähnt, etwa unter dem Namen /arub eine hölzerne Kesseltrommel der Damara. Von den vielfach erwähnten und seit langer Zeit im südlichen Afrika bekannten Kesseltrommeln unterscheidet sich die ghoema durch Befestigung der Membran, die nicht aufgebunden, sondern angenagelt wird.
In der zweiten Hälfte des 17. Jahrhunderts begann die niederländische Kolonialzeit am Kap. Im Auftrag der Niederländischen Ostindien-Kompanie wurden Siedlungen errichtet. Für die Kapkolonie holte die Kompanie aus ihren Besitzungen Niederländisch-Indien auf den Malaiischen Inseln überwiegend malaiische, muslimische Sklaven, deren Nachfahren heute als Kapmalaien bekannt sind. Sie unterscheiden sich durch ihre Religion von den anderen, überwiegend christlichen Gruppen der Coloureds, denen sie als eigenständige ethnische Gemeinschaft zugerechnet werden. Außer von den Malaiischen Inseln wurden Sklaven aus Indien und Madagaskar und gegen Ende des 18. Jahrhunderts hauptsächlich aus Mosambik eingeführt. Die niederländische Kolonie in Südafrika wurde 1806 von Großbritannien annektiert.
Soweit bekannt erwähnt die ghoema als erster ein anonymer Verfasser, der seine 1820 gemachten Alltagsbeobachtungen im folgenden Jahr veröffentlichte. Der Autor beschreibt in einem Abschnitt über die Musik der „ungebildeten Leute“ die einfachen Musikinstrumente der Sklaven, die sich an ihren freien Sonntagen an einem Platz außerhalb der Städte trafen, um in der Abgeschiedenheit gemeinsam zu musizieren, zu tanzen und satirische Lieder (moppies) zu singen. Männer und Frauen jeden Alters tanzten gemeinsam. Nach Meinung des Autors standen die Lieder der Sklaven beim „Sonntagstanz“, deren Tonumfang lediglich drei bis vier Noten betrug, die mit einer klagenden Stimme ständig wiederholt wurden, qualitativ weit hinter denen der Khoikhoi. Zwischen dem Gesang hätten die Sklaven laute Schreie ausgestoßen, wie er abfällig kommentiert. Ohne die Instrumente beim Namen zu nennen, beschreibt er eine zweisaitige Zupflaute ramkie und eine aus einem Holzstamm gefertigte Zylindertrommel, die einseitig mit Schafsfell bespannt war.
Die als /khais bezeichneten Trommeln aus Weichholz oder die einfelligen Bambustrommeln waren wie die ghoema röhrenförmig, aber – weil sie als Gefäße dienten – an der Unterseite geschlossen. Percival Kirby bietet zum Vergleich mit der Form der ghoema Zylindertrommeln aus den asiatischen Ursprungsregionen der Sklaven an, die jedoch keine näheren Gemeinsamkeiten besitzen. Dennoch meint er zusammenfassend, die ghoema müsse von Indien über die Malaiischen Inseln nach Südafrika gekommen sein. Eine im Zusammenhang mit den asiatischen Sklaven stehende Herkunft gilt als wahrscheinlich. Kirbys Ableitung des Namens ghomma vom weit verbreiteten bantusprachigen Wort ngoma für „Trommel“ mit dem Argument, dass mit ngoma Trommeln und Tänze muslimischer Gruppen an der afrikanischen Ostküste benannt werden, erscheint jedoch fragwürdig.
Ursprünglich diente als Korpus der ghoema ein kleines Holzfass, das bunt bemalt und auf einer Seite mit einer aufgenagelten Tierhaut bespannt wurde. Heute kann jedes geeignete Gefäß verwendet werden. Sei 1974 fertigt Achmat Sabera, genannt Boeta Achmat, der bekannteste Trommelhersteller in Kapstadt, für den Minstrel Carnival qualitativ hochwertige ghoemas in verschiedenen Größen mit einem geschliffenen und lackierten Holzkorpus an. Außerdem stellt Sabera in handwerklicher Arbeit mit dem Fell von Springböcken bespannte Rahmentrommeln her.

## Geschichte des Minstrel Carnival

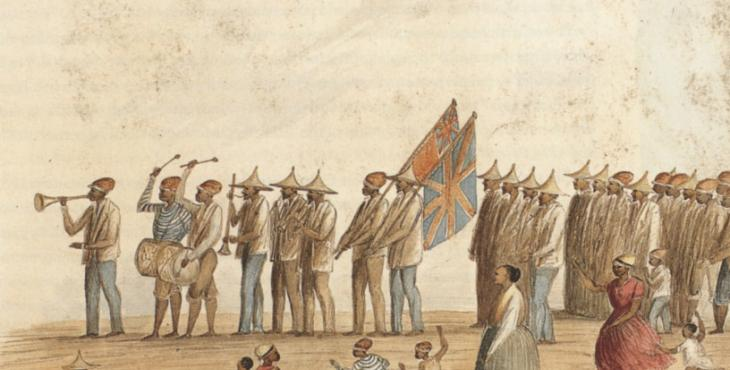
Prozession zum Jahrestag der Sklavenbefreiung 1834. Gemälde von George Duff, 1860er Jahre.

Nach der offiziell am 1. Dezember 1834 für beendet erklärten Sklaverei im British Empire folgte für die über 36.000 Sklaven in Südafrika noch eine vierjährige sogenannte Ausbildungs- oder Vorbereitungsphase, bis sie 1838 tatsächlich die Freiheit erlangten. Die meisten Ex-Sklaven feierten ihre Freilassung friedlich und ruhig. Es gab mancherorts Triumphmärsche und in Kapstadt gingen sie Tag und Nacht die Straßen entlang, häufig von Amateurmusikgruppen begleitet, wie damals in der Tageszeitung zu lesen war. Im gesamten 19. Jahrhundert trafen sich die befreiten Sklaven und ihre Nachfahren zu besonderen (christlichen und muslimischen) religiösen Versammlungen, Straßenparaden und Tanzfesten, bei denen sie „Trommellieder“ (ghoemaliedjies) sangen, in denen sie sich über ihre früheren Herren lustig machten. In den 1880er Jahren wurden die Feierlichkeiten vom 1. Dezember auf die ersten beiden Neujahrstage verlegt.
Anfang des 20. Jahrhunderts hatten die Erinnerungsveranstaltungen aufgehört, weil die Zeit der Sklaverei in weite Vergangenheit gerückt war und für die unter der sozialen und politischen Segregation leidenden Coloureds der Wunsch, zu den Weißen zu gehören, das oberste Ziel darstellte. Der Herausgeber der Zeitung der bis Anfang der 1940er Jahre führenden politischen Organisation der Coloureds, der African People’s Organization (APO), beklagte 1909, zu viele Coloureds würden das Weißsein spielen, sobald sie zu Geld gekommen sind. Der Zustrom zu den organisierten Gedenkveranstaltungen zum hundertsten Jahrestag der Sklavenbefreiung 1934 blieben hinter den spontanen Aktivitäten zum 1. Dezember während des 19. Jahrhunderts zurück. Mit der gesetzlichen Festschreibung der Apartheid („Rassentrennung“) um 1950 war die Zeit der Sklaverei vollends in die Vergangenheit gerückt.

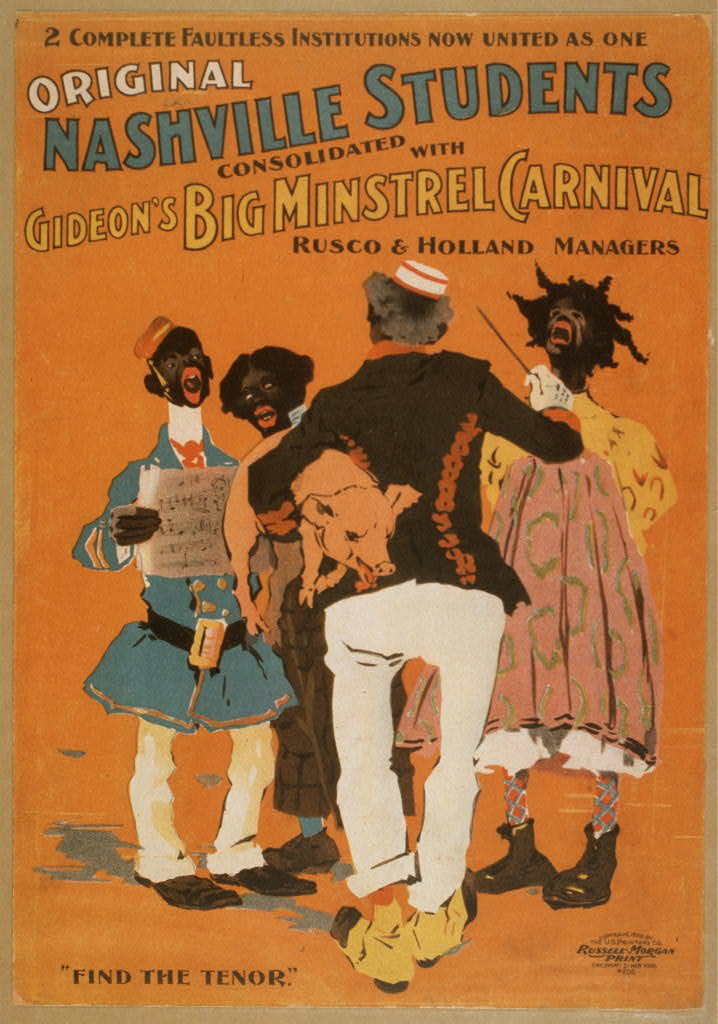
Plakat einer Minstrel-Band in den Vereinigten Staaten, 1899

Ab den 1940er Jahren unterstützte die Regierung die Muslime in Kapstadt in ihrer „malaiischen Identität“ und im Population Registration Act von 1950 zur Rasseneinteilung wurden die Kapmalaien zu einer eigenen Kategorie erklärt. Die Anti-Apartheid-Bewegung strebte in den 1970er Jahren nach einem Gemeinschaftsgefühl aller Nicht-Weißen, wodurch wiederum das Andenken an die Sklaverei einzelner Gruppen verdrängt wurde. Die Zeit der Sklaverei gelangte erst wieder nach dem Ende der Apartheid und dem Wahlsieg des ANC 1994 in die öffentliche Wahrnehmung.
Es ist ungefähr nachvollziehbar, ab wann im Verlauf des 19. Jahrhunderts die aus den Vereinigten Staaten stammenden Minstrel-Aufführungen in die Festveranstaltungen am Kap übernommen wurden. Zu den amerikanischen Minstrel-Shows gehörte eine Figur namens Zip Coon, für die sich ein weißer Darsteller das Gesicht schwarz färbte, um mit einem übertriebenen afroamerikanischen Dialekt Scherze zu machen. Die ersten weißen Tänzer und Sänger in den Vereinigten Staaten, die schwarze Sklaven verkörperten, traten in einem Stück von Charles Dibdin auf, das 1768 uraufgeführt wurde. Ab der Mitte des 19. Jahrhunderts fanden die ersten derartigen Aufführungen mit weißen Darstellern in Südafrika statt. Die heutige Form des Coon Carnival mit Straßenparaden und mehreren darstellenden Gruppen, die untereinander in einen Wettstreit treten, ist seit dem Jahr 1907 überliefert. Anfang des 20. Jahrhunderts wurde das Saiteninstrument ramkie durch Banjo und Gitarre ersetzt. Die ghoema wird nach wie vor verwendet. Eine wesentliche Veränderung bei den am Minstrel Carnival beteiligten Musikgruppen war der Austausch der Saiteninstrumente durch Blechblasinstrumente und die Einführung elektrischer Verstärker in den 1970er Jahren. Während die Musiker der traditionellen Ensembles Amateure waren, die für ein paar Getränke spielten, müssen die Blechbläserensembles angemietet und bezahlt werden. Die Kommerzialisierung der Veranstaltung steigerte die Konkurrenz und teilweise Feindseligkeit unter den teilnehmenden Gruppen.

## Spielweise
Der Musiker hält die ghoema unter dem linken Arm und schlägt sie abwechselnd mit der rechten und linken Handfläche. Percival Kirby (1939) unterscheidet drei Schlagarten: mit der rechten Handfläche auf die Membran, mit der rechten Handfläche auf den Rand der Membran und mit der linken Hand auf den Rand der Membran. So wird eine sich endlos wiederholende Schlagfolge produziert, klanglich strukturiert durch zwei hohe Schläge (mit beiden Händen am Rand) und einen tiefen Schlag dazwischen (mit der rechten Hand in der Mitte). Im von Kirby angegebenen Musikbeispiel spielen mehrere Trommler unisono in dieser Weise die ghommaliedjies genannten Tanzlieder (wörtlich „Trommellied“).
Üblicherweise fassen sich die Tänzer bei den Festveranstaltungen an den Händen und bewegen sich im Kreis, während sie eines der traditionellen Lieder singen. Der in der Mitte auf dem Boden sitzende ghoema-Spieler beginnt ein ghoemaliedjie, worauf die Beteiligten sich in Dreiergruppen anordnen und tanzen. Der bis heute gleich gebliebene ghoema-Rhythmus kommt in mehreren Musikstilen vor. Er besteht aus einer durchgehenden Schlagfolge der linken Hand, die von synkopierten Nebenschlägen der rechten Hand ergänzt wird.
Der kransdans war ein Kreistanz, der zu Weihnachten und Ostern rhythmisch von einer ghoema begleitet aufgeführt wurde. Anfang des 20. Jahrhunderts traten europäische Tanzstile an die Stelle der Straßentänze. Zu den einfachen Tanzformen, die mehr ein gesellschaftliches Ereignis als ein bestimmter Stil waren, gehörte ab Anfang des 20. Jahrhunderts bei den Coloureds auch der langarm-Tanz, bei dem sich die Tänzer relativ frei mit lang gestreckten Armen bewegten. Der ghoema-Rhythmus des Minstrel Carnivals und der vastrap-Rhythmus der langarm-Bands waren im 19. Jahrhundert die beliebtesten Tanzrhythmen in den Straßen der Städte. Beide Stile der Kapmalaien werden zusammenfassend als Cape-beat umschrieben, sie beeinflussten spätere Populärmusikstile in Südafrika, etwa den in den 1920er Jahren entstandenen Marabi. Der mit dem Marabi verwandte Cape-Jazz ist auch als Ghoema-Jazz bekannt.
Neben dem Minstrel Carnival am 2. Januar gibt es zwei weitere Straßenumzüge, bei denen Musiker im ghoema-Stil spielen: (1) In Christmas Bands, die an den Weihnachtstagen auftreten, kommen normalerweise keine Trommeln vor; an deren Stelle wird derselbe ghoema-Rhythmus mit Banjos, Gitarren und klein-bassies produziert. Klein-bassie ist eine Art seitwärts gehaltenes Cello, dessen Saiten gezupft werden. (2) Am 31. Dezember verabschieden Gesangsgruppen, die nagtroepe („Nacht-Truppen“, auch sangkoor, „Gesangs-Chor“) genannt werden, das alte Jahr, indem sie ghoemaliedjies singen.
Zu den musikalischen Wurzeln des Jazzpianisten Abdullah Ibrahim (* 1934) gehören die Lieder und Rhythmen der Townships. Der 1980 in Maputo vorgetragene (und 1982 auf dem Album South African Sunshine. Piano Solo Live veröffentlichte) Titel Hit and run schöpft seine Energie aus dem ghoema-Rhythmus, den Ibrahim in schnellem Tempo mit der linken Hand auf dem Klavier spielt. Die zentrale Textzeile „freedom comes from the barrel of a gun; move like a ghost, we gonna hit them where it hurts them most“ bezieht sich auf Sabotageaktionen der Anti-Apartheidsbewegung in den 1970er Jahren. Das Lied war in den Townships sehr beliebt.
Die von ghoemas, Banjos, Gitarren, Rahmentrommeln, Spazierstöcken und Klappern produzierte Begleitung der beim Minstrel Carnival gesungenen moppies-Lieder ist rhythmisch komplexer und schneller als es der vastrap-Rhythmus beim langarm-Tanz in den Tanzhallen war. Der synkopierte ghoema-Rhythmus könnte sich ursprünglich als einheitliches Grundmuster aus einem einfachen Zweiertakt gebildet haben, als unterschiedlich rhythmisch veranlagte Bevölkerungsgruppen zum Musizieren zusammentrafen. Der ghoema-Rhythmus ermöglicht es, heterogene musikalische Formen zu verbinden.

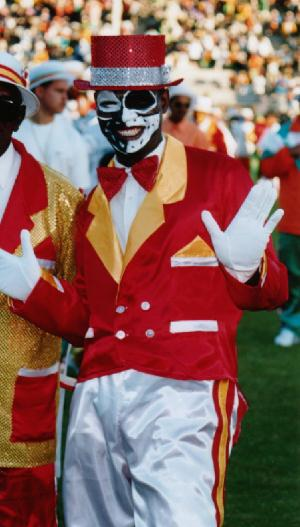
Akteur beim Minstrel Carnival in Kapstadt, 2001

Beim Minstrel Carnival (Coon Carnival), der seinem Datum entsprechend auch Tweede Nuwe Jaar („der zweite vom neuen Jahr“) genannt wird, ziehen jedes Jahr am 2. Januar Musik- und Tanzgruppen (Kaapse Klopse, Afrikaans für „Klubs vom Kap“) mit der lauten Musik von Blechblasinstrumenten und Marschtrommeln bunt kostümiert durch die Straßen von Kapstadt. Diese Umzüge bilden den Höhepunkt und Abschluss der eine Woche zuvor, an Heiligabend, begonnenen Neujahrsfeierlichkeiten. Die Blechblasbands bestehen aus bis zu 60 oder mehr Musikern, die Trompeten, Posaunen, Saxofone und Trommeln mit Stöcken spielen. Daneben gibt es weiterhin traditionelle Musikgruppen mit Banjos, Gitarren, Shakern, kleinen Rahmentrommeln (tamboor) und mit den Händen geschlagenen ghoemas. Der ghoema-Rhythmus wird auch auf den modernen Marschtrommeln und Rahmentrommeln geschlagen. Ein von den Kaapse Klopse zur Gesangsbegleitung der moppies in schnellem Tempo gespielter ghoema-Rhythmus wird nach seiner spezifischen Verwendung manchmal „klopse-Rhythmus“ genannt. Die Kaapse Klopse bezeichnen ihre Marschmusik, Lieder und Tanzparaden als jolling, abgeleitet vom umgangssprachlichen Afrikaans-Wort jol, „Party“. Der beständig vorwärtstreibende ghoema-Rhythmus wird als Gemeinschaftserlebnis spürbar, bei dem sich die Teilnehmer an den Händen fassen. Der Rhythmus wird dabei zu einem Musik und Körper verbindenden Bewegungselement.
Einige Teilnehmer beschreiben einen tranceartigen Zustand, während sie stundenlang mit denselben Bewegungen in der Parade tanzen und bezeichnen diesen Zustand mit dem Wort tariek, das möglicherweise von tarīqa („Weg, Pfad [zu Gott]“) einem arabischen Begriff aus dem Sufismus abgeleitet ist. Laut Aussagen von Teilnehmern wird diese Empfindung von tariek verstärkt, wenn sie sich am Ende der Parade im Zentrum der Stadt im traditionellen Wohnviertel der Kapmalaiien, Bo Kaap, die Wale Street entlang auf den Hügel hinaufbewegen. Im übertragenen Sinn wird für manche der fortwährende rhythmische Schlag der ghoemas zum Puls der Stadt selbst, in welchem die viele ethnische Gruppen betreffende Geschichte der Sklaverei zum Ausdruck kommt. Von Nelson Mandela ist die Geschichte überliefert, er habe 1996, als er noch auf Robben Island im Gefängnis saß, von den ghoemas gesprochen, deren Schläge am Tweede Nuwe Jaar bis zu ihm gedrungen seien, ihn an die Sklavereigeschichte erinnert und zu Tränen gerührt hätten. Ob die Erzählung so verbürgt ist oder nicht, sie steht für die symbolische Bedeutung der ghoema, die aus der Verbindung von körperlicher Empfindung, persönlicher Erinnerung und Stadtgeschichte erwächst.
Jedes Jahr aufs Neue verkörpert die ghoema die Herkunft und Geschichte der eingewanderten Volksgruppen. In manchen Liedtexten der ghoemaliedjies kommt ein Zusammengehörigkeitsgefühl der Coloureds zum Ausdruck, etwa wenn sie von District Six (auch Kanaladorp) handeln, einem ehemals multikulturellen Stadtviertel im östlichen Teil von Kapstadt, das heute weitgehend Ödland ist. Im Jahr 1966 ließ die damalige Apartheidsregierung das Wohngebiet räumen und die Bewohner in Townships umsiedeln.